# سكوت شيب
سكوت شيب (بالإنجليزية: Scott Shipp)‏ هو ضابط أمريكي، ولد في 2 أغسطس 1839 في وارينتون في الولايات المتحدة، وتوفي في 4 ديسمبر 1917 في كسينغتون في الولايات المتحدة.